# Beschießung von Lowestoft und Great Yarmouth

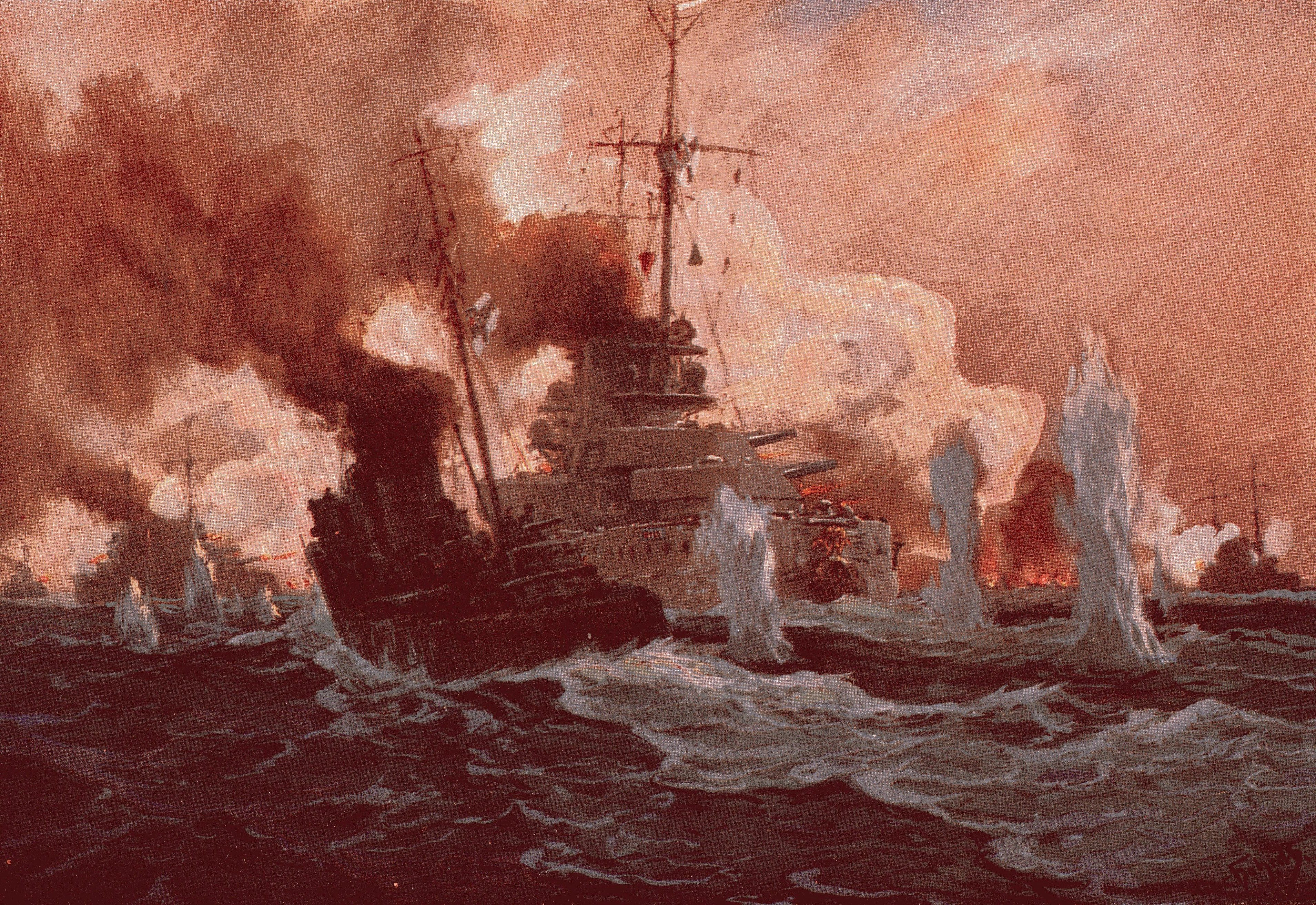
Die Seeschlacht bei Lowestoft am 25. April 1916 (nach einem Gemälde von Marinemaler Hans Bohrdt)

Die Beschießung von Lowestoft und Great Yarmouth war eine am 24./25. April 1916 ausgeführte kombinierte Luft- und Seeoperation der Kaiserlichen Marine gegen die englische Ostküste. Das Unternehmen stand im politischen Kontext mit dem am 24. April begonnenen irischen Osteraufstand, außerdem sollten Teile der britischen Grand Fleet gestellt werden, um durch einen deutschen Sieg das für das Reich ungünstige britisch-deutsche Kräfteverhältnis zur See zum Vorteil der Kaiserlichen Marine zu wenden.
Helgoland (1914) – 22. September 1914 – Texel – Yarmouth – Scarborough, Hartlepool und Whitby – Cuxhaven – Doggerbank (1915) – Noordhinder Bank – Doggerbank (1916) – 29. Februar 1916 – Yarmouth und Lowestoft – Skagerrak – 19. August 1916 – Kanal (1916) – Kanal (1917) – Shetland-Inseln – Helgoland (1917) – Bergen – Seebrügge und Ostende – Tondern

## Strategischer Hintergrund

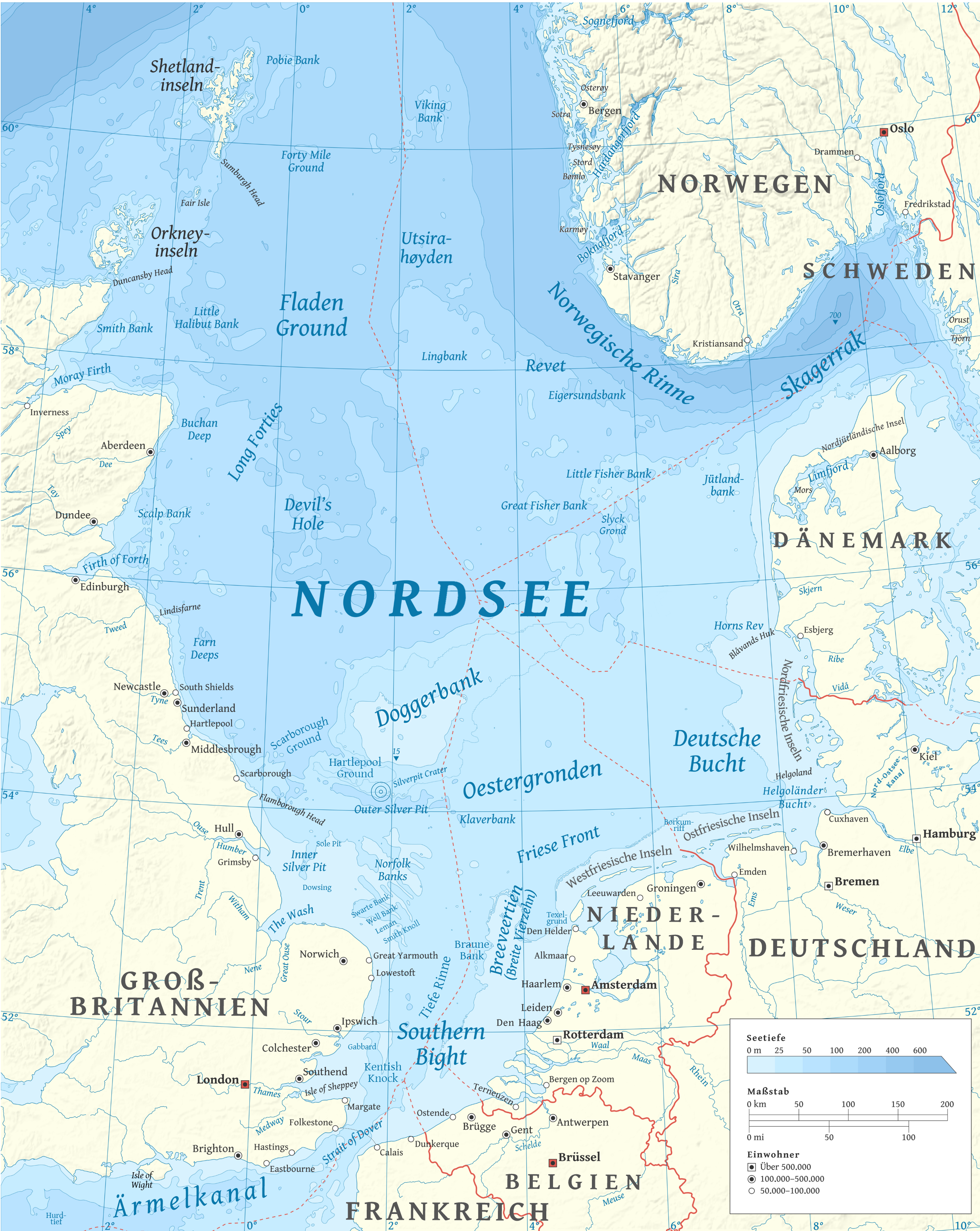
Karte der Nordsee

Seit seinem Dienstantritt im Januar 1916 als Chef der Hochseeflotte verfolgte Admiral Reinhard Scheer auf dem Nordseekriegsschauplatz eine Offensivstrategie mit der Absicht, Teile der Grand Fleet der Royal Navy zum Gefecht zu zwingen und durch einen deutschen Sieg die britische Überlegenheit zumindest abzuschwächen.
Konkreter Anlass für den Angriff auf die englische Ostküste war der irische Osteraufstand. Die irischen Rebellen hatten von deutscher Seite die Unterstützung des Aufstands durch weitreichende Luft- und/oder Seeangriffe auf England oder Irland selbst gefordert. Schlüsselfigur in den deutsch-irischen Beziehungen war Roger Casement, der wenige Tage vor dem geplanten Aufstand mit dem deutschen U-Boot U 19 von Helgoland an die irische Südwestküste in die Nähe Tralees transportiert wurde, jedoch kurz nach der Anlandung bereits am 21. April 1916 in britische Gefangenschaft geriet.
Aufgrund der strategischen Situation war ein Vorstoß deutscher Überwasserstreitkräfte nach Irland ausgeschlossen. Allerdings war am 9. April 1916 von Warnemünde aus das Hilfsschiff Libau unter Karl Spindler unter der Legende des realen norwegischen Dampfers Aud an die irische Südwestküste entsandt worden, um eine Waffenladung für die Rebellen anzulanden. Das Unternehmen scheiterte, als die Libau am 21. April 1916, drei Tage vor dem geplanten Aufstand, vor der irischen Südküste von der britischen Sloop HMS Bluebell gestoppt wurde und sich daraufhin am 22. April selbst versenkte. Ein zwischen der Libau und U 19 geplantes Treffen vor Tralee war aus bis heute (2016) unbekannten Gründen nicht zustande gekommen.
Wie das Libau-Unternehmen selbst war der britischen Seite durch die Funkaufklärung von Room 40 generell bekannt, dass Scheer einen konkreten Vorstoß von Seestreitkräften an die englische Ostküste plante. An dem deutschen Vorstoß waren auch Flandern-U-Boote und Marineluftschiffe beteiligt. Aufgabe der U-Boote war die Verminung der Häfen vom Tyne bis zur Themse.

## Die Luftangriffe am 24./25. April 1916
An den Luftangriffen auf Ostengland waren die Marineluftschiffe L 16, L 17, L 20, L 21, L 23, L 13 und L 11 beteiligt, die von den Luftschiffhäfen Hage, Tondern und Nordholz aufgestiegen waren. L 14 musste aufgrund eines Motorschadens bereits auf der Höhe von Wangerooge nach Nordholz zurückkehren. Zur Aufklärung für den Flottenvorstoß wurden L 7, L 8 und L 9 eingesetzt. Kommandeur war der Führer der Marine-Luftschiffe, Korvettenkapitän Peter Strasser, der mit L 21 in Nordholz aufgestiegen war. Die Luftschiffe überflogen am Ostermontag, dem 24. April 1916, dem Tag des irischen Aufstandsbeginns, ab 23:10 Uhr die Linie zwischen Mersey und The Wash.
Aufgrund starken Südwestwinds konnte jedoch nicht, wie geplant, London angegriffen werden. Auch behinderten Nebel, Regen und Wolkendecken generell Angriffe gegen Bodenziele, so dass lediglich Norwich, Lincoln und Cambridge sowie eine Artilleriebatterie bei Winterton bombardiert wurden, wobei sowohl Spreng- als auch Brandbomben zum Einsatz kamen. In Cambridge wurden mehrere Häuser stark beschädigt, in Lincoln der Bahnhof Great Northern Station sowie eine Fabrik.

## Die Beschießung von Lowestoft und Great Yarmouth am 25. April 1916

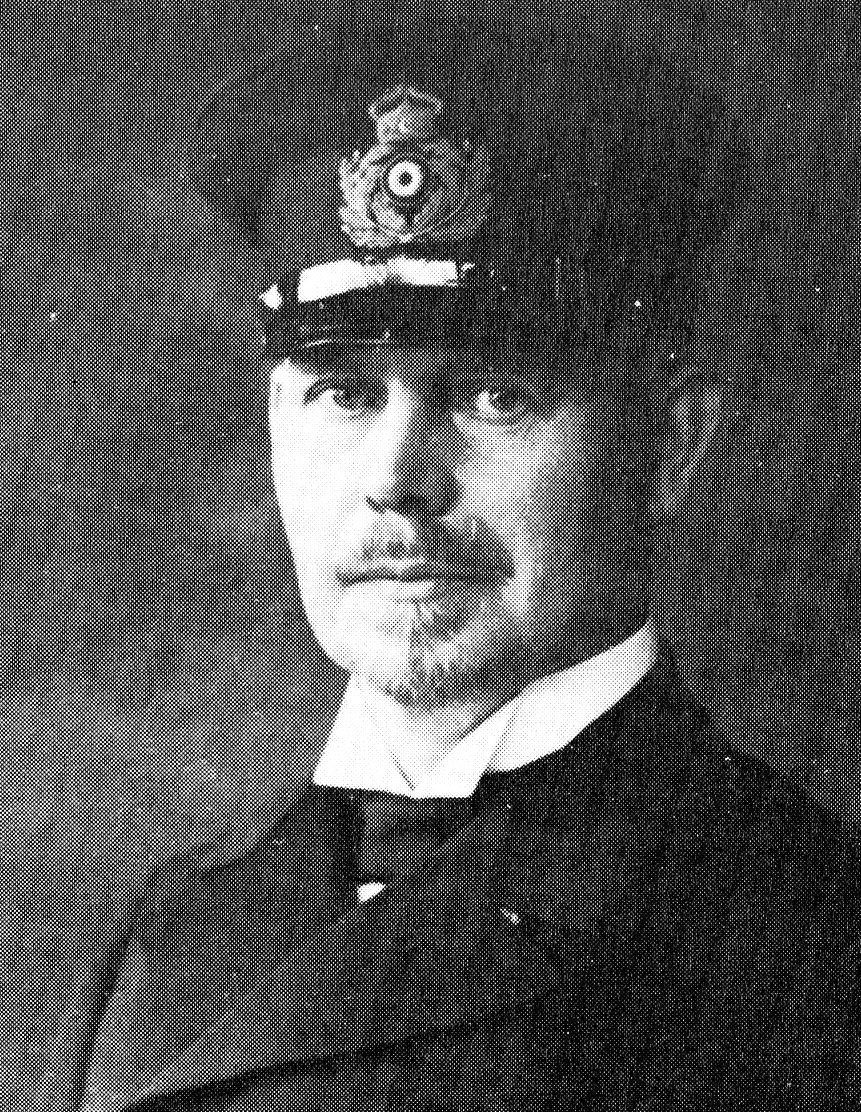
Friedrich Boedicker

Der deutsche Flottenvorstoß wurde von Konteradmiral Friedrich Boedicker befehligt und umfasste zwei Aufklärungsgruppen, bestehend aus der I. Aufklärungsgruppe mit den Großen Kreuzern (Schlachtkreuzern) Seydlitz (Flaggschiff), Lützow, Derfflinger, Moltke und Von der Tann sowie der II. Aufklärungsgruppe unter Kommodore Ludwig von Reuter mit den Kleinen Kreuzern Pillau (Flottillenführer), Frankfurt, Wiesbaden und Regensburg. Zusätzlich wurden zwei Torpedobootsflottillen mit den Kleinen Kreuzern Rostock und Elbing eingesetzt. Ebenfalls zum Einsatz kamen die U-Boote UB 18 und UB 29.

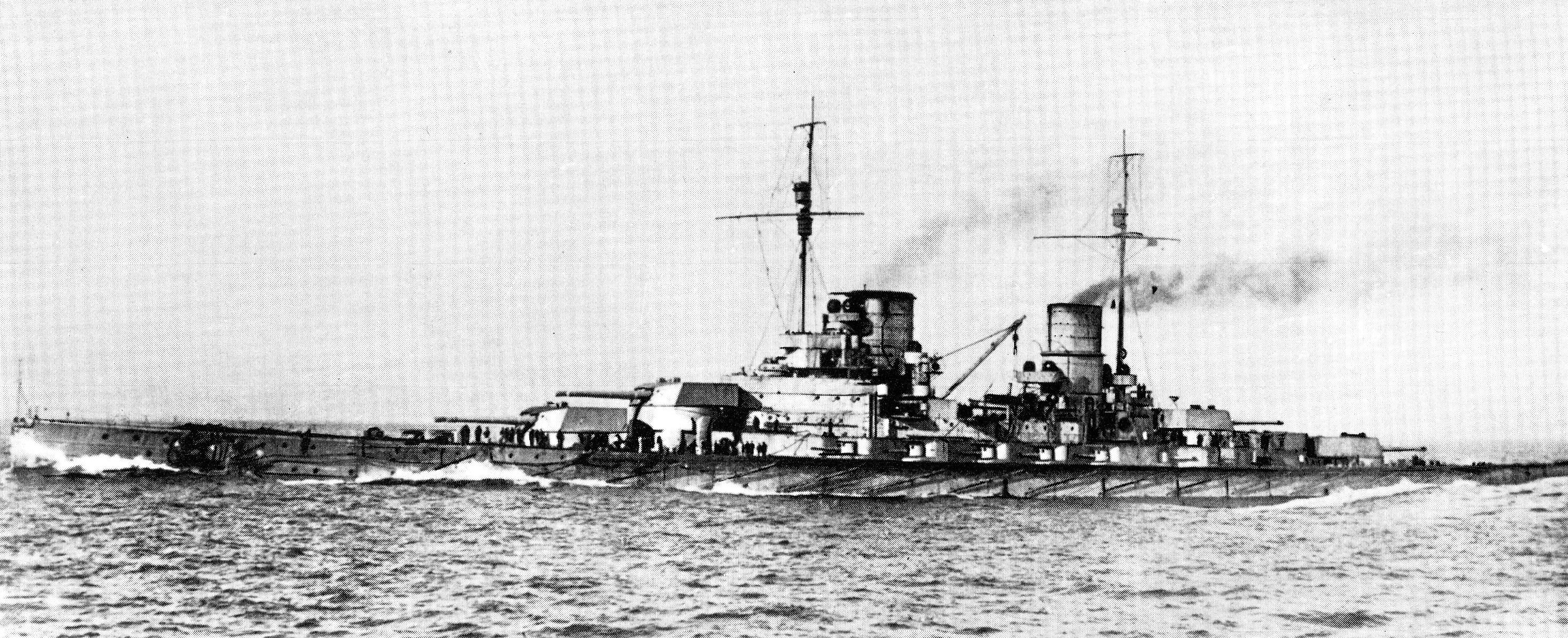
Deutscher Großer Kreuzer (Schlachtkreuzer) Lützow

Am Mittag des 24. April 1916 liefen die Einheiten von Wilhelmshaven aus. Bereits auf der Höhe der Insel Norderney wurde die Seydlitz um 15:48 Uhr von einer britischen Seemine getroffen und schwer beschädigt; elf Besatzungsmitglieder kamen ums Leben. Um 19:25 Uhr war Boedicker gezwungen, auf das Torpedoboot V 28 umzusteigen und hisste seine Flagge gegen 20:30 Uhr auf der gerade erst im März in Dienst gestellten Lützow. Die Seydlitz kehrte mit 1400 t Leckwasser im Rumpf unter Begleitung von zwei Torpedobooten und einem Luftschiff nach Wilhelmshaven zurück.

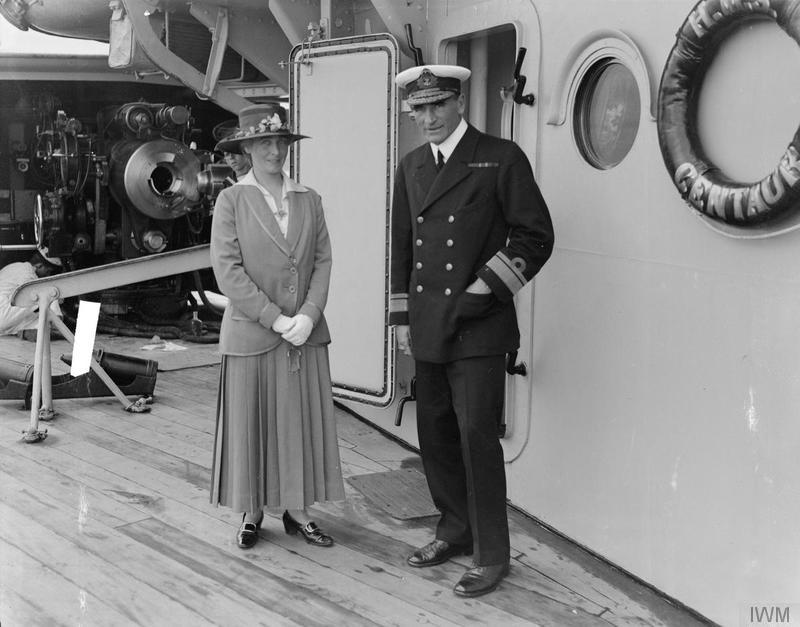
The Royal Navy on the Home Front, 1914–1918 Q18285

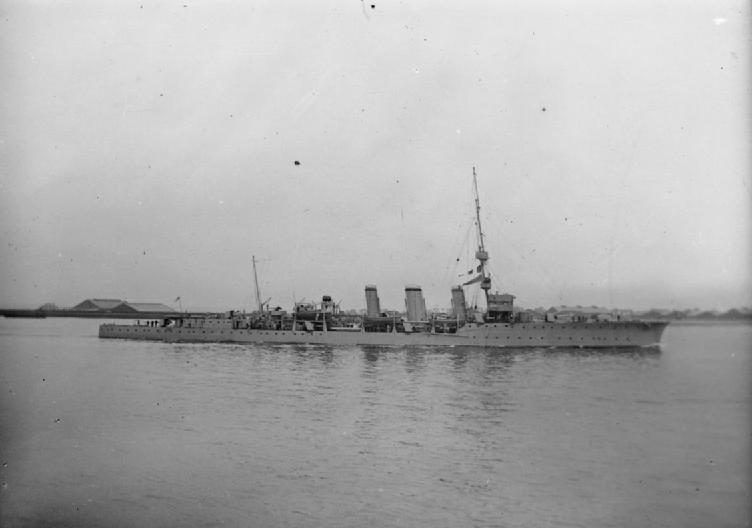
HMS Conquest

In Kenntnis des deutschen Anmarsches hatte die in Harwich stationierte Harwich Force unter Kommodore Reginald Tyrwhitt die drei Kleinen Kreuzer HMS Conquest (Flottillenführer), HMS Penelope und HMS Cleopatra sowie 18 Zerstörer in das deutsche Aufmarschgebiet verlegt. Tyrwhitts Ziel war, die deutschen Schiffe möglichst von der Küste abzuziehen und eine Beschießung der Häfen zu verhindern.
Am 25. April 1916 um 03:11 Uhr eröffneten die deutschen Einheiten das Feuer auf Lowestoft, das von einigen Artilleriestellungen erwidert wurde. Aufgrund der extrem schlechten Sichtverhältnisse, bedingt durch Dunst und den Rauch der eigenen Schornsteine und Abschüsse, war der Beschuss weitaus weniger effektiv als erhofft. Um 05:20 Uhr wurde das Feuer eingestellt und um 05:24 Uhr Great Yarmouth unter Beschuss genommen. Hier waren die Sichtverhältnisse noch schlechter als in Lowestoft, so dass Lützow das Feuer der Hauptartillerie bereits nach einer Salve einstellte, um nicht unnötig Munition zu verschwenden.
Boedicker wandte sich daher wieder nach Süden, wo inzwischen Tyrwhitts Harwich Force in Sicht gekommen war, die schon bald im Gefecht mit den deutschen Kleinen Kreuzern stand. Um 05:49 Uhr griffen die Schlachtkreuzer in das Gefecht ein, um 05:50 Uhr wurde HMS Conquest, Tyrwhitts Flaggschiff, vermutlich von SMS Von der Tann schwer getroffen, konnte jedoch noch eine Geschwindigkeit von 20 kn halten und sich mit den anderen britischen Einheiten nach Süden zurückziehen. Gegen 6 Uhr brach Boedicker das Gefecht ab und lief nach Osten ab, um 06:20 Uhr gab Scheer seinen Geschwadern den Befehl, die Wartestellung bei Terschelling-Bank einzunehmen.
Tyrwhitt hatte indessen auf seinem Flaggschiff notdürftig Reparaturen ausgeführt und folgte Boedicker nach Osten, um Fühlung zu halten. Dabei wurde HMS Penelope offenbar durch einen Torpedo von UB 29 getroffen, jedoch nur geringfügig beschädigt. Zwischen einigen deutschen und britischen U-Booten kam es zu Über- und Unterwasserangriffen, wobei das britische Boot E 22 durch UB 18 versenkt wurde. Um 10:20 Uhr gab Scheer für alle Kräfte den Befehl zum Rückmarsch, Tyrwhitts Harwich Force lief gegen 16 Uhr wieder in Harwich ein.
Während der Operation gegen die beiden Hafenstädte hatte die Hochseeflotte unter Admiral Scheer mit dem I., II. und III. Linienschiffsgeschwader sowie der IV. Aufklärungsgruppe eine Position gut 100 km nördlich der Hoofden und gut 90 km westlich von Den Helder eingenommen, um Kräfte der Grand Fleet aus Scapa Flow oder die britischen Schlachtkreuzer aus dem Firth of Forth abzufangen. Obwohl diese am 25. April auf dem Anmarsch war, kam es zu keinerlei Gefechtsberührung. Gegen 13:30 Uhr standen die britischen Schlachtkreuzer gut 100 km nordwestlich von Terschelling, kehrten dann jedoch um.

## Ergebnisse

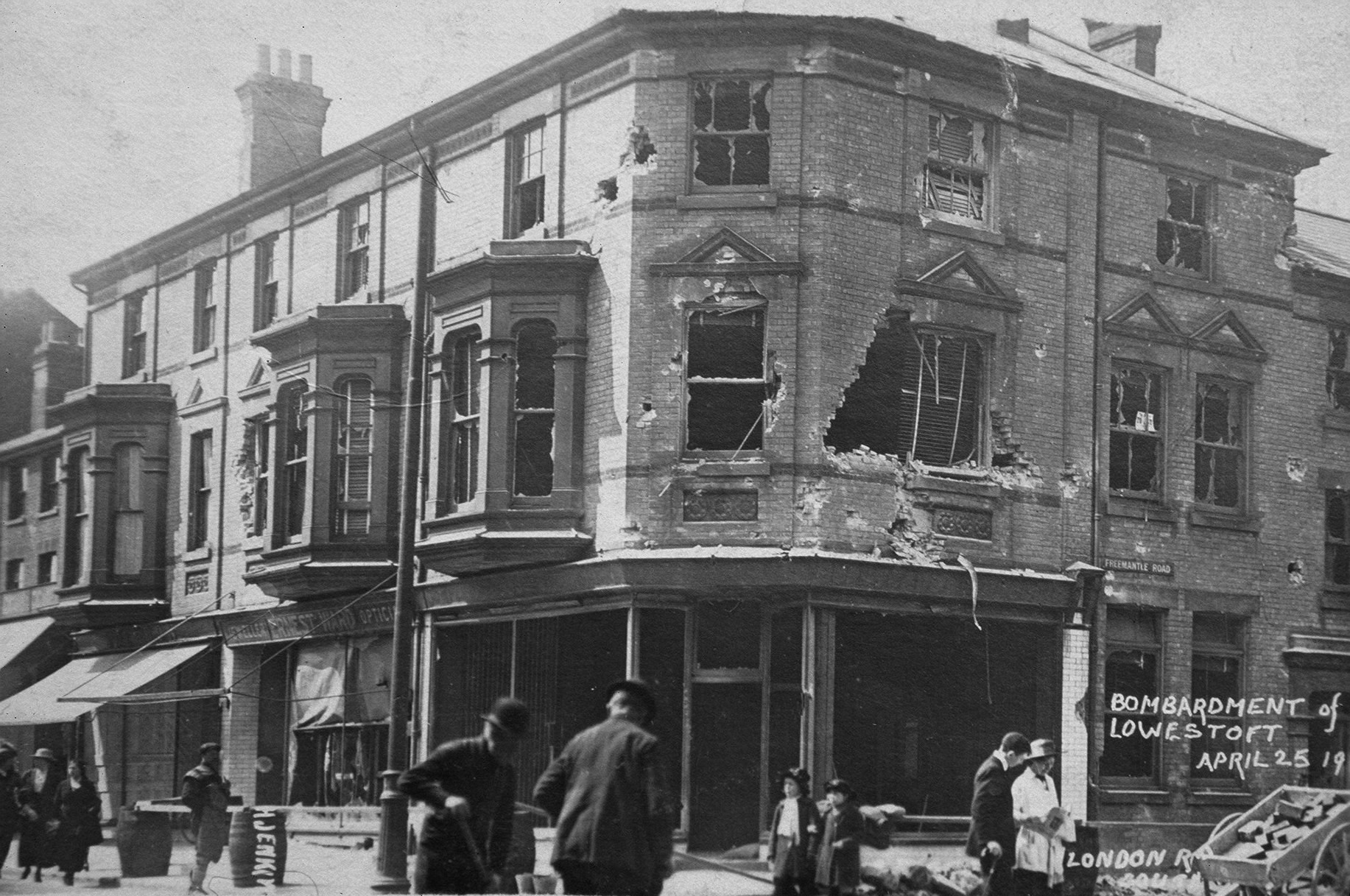
Straßenecke in Lowestoft nach der Beschießung (Freemantle Road)

Während in Lowestoft etwa 200 Häuser zerstört wurden und drei Zivilisten starben, waren die Schäden in Great Yarmouth offenbar gering; Personenverluste sind nicht bekannt. Auf den Verlauf des Osteraufstands hatte das Unternehmen, soweit bekannt, keinen Einfluss.
Das britische U-Boot E 22 wurde durch SM UB 18 unter Otto Steinbrinck versenkt. Das deutsche U-Boot SM UB 13 unter Oberleutnant zur See Metz kehrte vom Einsatz nicht zurück und gilt als verschollen.

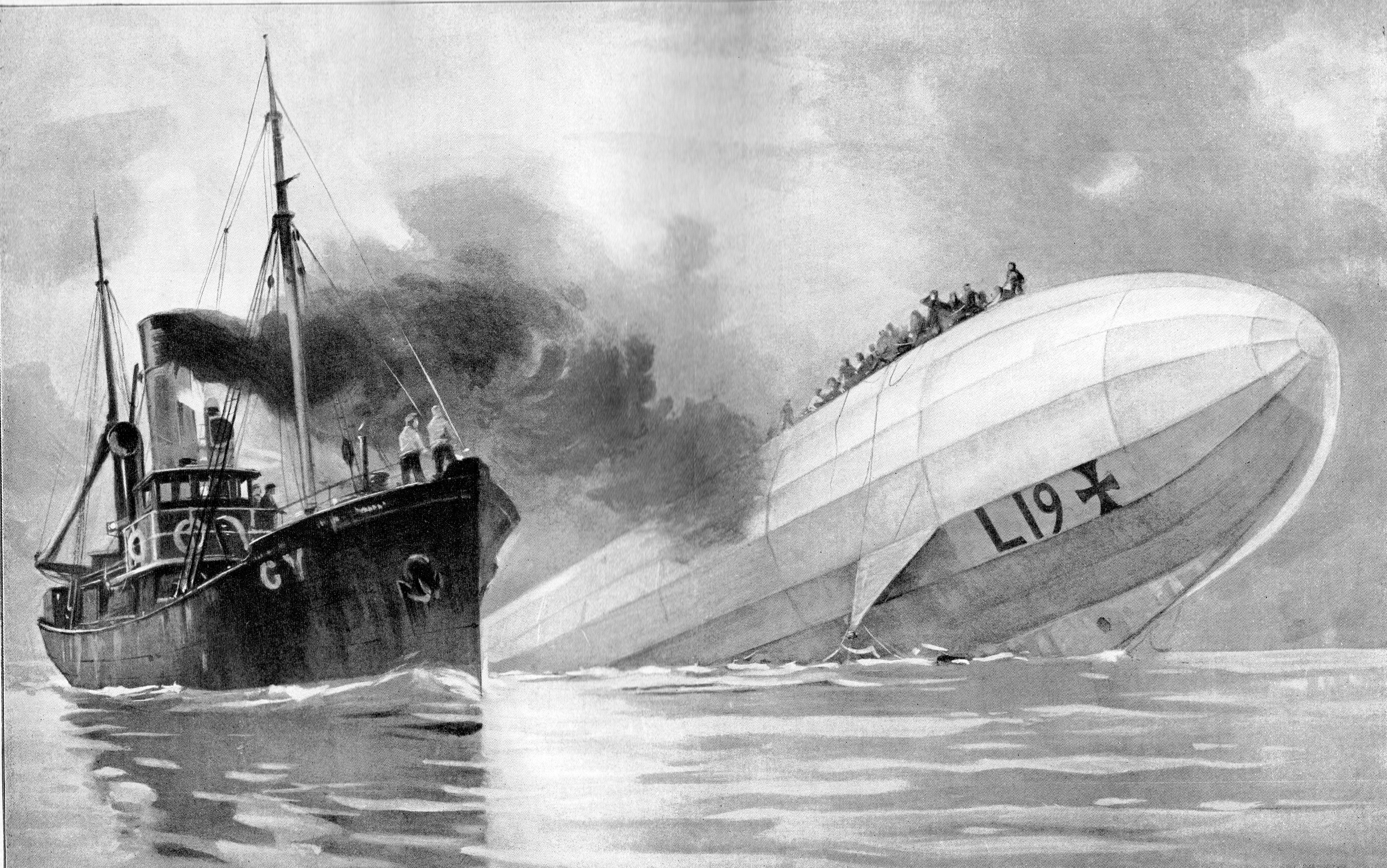
Der Untergang des deutschen Marineluftschiffes L 19 am 2. Februar 1916 in der Nordsee

Rein zufällig brachte das Torpedoboot G 41 den vermeintlichen Trawler King Stephen aus Grimsby auf, dessen Kapitän am 2. Februar 1916 nördlich von Ameland dem auf der Nordsee niedergegangenen Marineluftschiff L 19 die Rettung aus Seenot verweigert hatte, was zur Folge hatte, dass die Besatzung mit dem Wrack unterging. Der Vorgang wurde von deutscher Seite als Kriegsverbrechen angesehen und erregte in Deutschland großes Aufsehen. Wie sich jedoch herausstellte, handelte es sich bei dem aufgebrachten Dampfer zwar tatsächlich um die King Stephen, die jedoch unmittelbar nach der Affäre von der Royal Navy als U-Boot-Falle in Dienst gestellt worden war. An Bord befand sich daher eine reguläre britische Marinebesatzung, die mit dem Vorgang vom 2. Februar nicht in Verbindung stand. G 41 versenkte die King Stephen vor Ort; die Gefangenen wurden nach Gießen in ein Kriegsgefangenenlager transportiert, wo ihre Identität, die von deutscher Seite zuerst angezweifelt wurde, geklärt werden konnte.
Die Reparatur der schwer beschädigten Seydlitz dauerte mehrere Wochen. Der Schlachtkreuzer war erst am 29. Mai 1916 wieder einsatzbereit. Da Scheer bei seinem Vorstoß mit der Hochseeflotte in die nördliche Nordsee, der in der Skagerrakschlacht enden sollte, nicht auf sie verzichten wollte, verzögerte er das Unternehmen um einige Tage. Der Ausfall der Seydlitz und der Verlust des U-Boots wurden der Presse vom Chef des Admiralstabs nicht mitgeteilt, stattdessen wurde verlautbart, dass alle Schiffe unbeschädigt zurückgekehrt seien, was dieser Form auch von den Oldenburger Nachrichten für Stadt und Land in der Ausgabe vom 27. April 1916 wiedergegeben wurde.
Als Konsequenz zur öffentlichen Forderung nach einem besseren Schutz der Südostküste verlegte die Royal Navy sieben ältere Linienschiffe der King-Edward-VII-Klasse zusammen mit dem Schlachtschiff Dreadnought in den Südosten.
Auf deutscher Seite hatte sich sowohl die Zusammenarbeit der Überwasserstreitkräften mit den U-Booten als auch mit den Luftschiffen aufgrund von Witterungsbedingungen und Kommunikationsstörungen als äußerst problematisch erwiesen.
In seinem 1936 im Franz Schneider Verlag erschienenen Jugendbuch „Alarrrrm! Deutsche Kreuzer!“ wurde die Beschießung der englischen Hafenstädte von dem Marineschriftsteller Fritz-Otto Busch im Sinne der auf die Vorbereitung eines neuen Krieges mit Großbritannien abzielenden Politik der NSDAP propagandistisch verklärt, um Jugendliche für den Dienst in der hierfür vorgesehenen Kriegsmarine zu begeistern.